# Andersonia leptura
Andersonia leptura és una espècie de peix de la família dels amfílids i de l'ordre dels siluriformes.

## Morfologia
- Els mascles poden assolir 50 cm de longitud total.[4][5]

## Hàbitat
És un peix d'aigua dolça i de clima tropical.

## Distribució geogràfica
Es troba a Àfrica: llac Turkana, riu Nil, llac Txad, riu Níger i llac Debo.